# Le 1001 favole di Bugs Bunny
Le 1001 favole di Bugs Bunny (Bugs Bunny's 3rd Movie: 1001 Rabbit Tales) è un film del 1982 diretto da Friz Freleng, Robert McKimson e Chuck Jones. È un film d'animazione dei Looney Tunes composto da cortometraggi classici Warner Bros. e sequenze animate di raccordo, con protagonista Bugs Bunny. Uscì negli Stati Uniti il 19 novembre 1982. 
Nel doppiaggio italiano, il film viene tradotto come "Le 1001 favole del coniglio" nei titoli di testa.

## Trama
Bugs Bunny e Daffy Duck devono vendere libri per la Rambling House. I due si separano e affrontano molte situazioni stravaganti.
Dopo un po', Bugs si imbatte nel palazzo del sultano Yosemite Sam nel deserto arabo. Sam ha bisogno di qualcuno che legga delle storie al suo viziato figlioletto, il principe Abadaba (il cui aspetto ricorda il ragazzo occhialuto di Un sogno scodinzolante). Quando Bugs incontra per la prima volta il ragazzo e viene deriso egli si oppone all'idea di leggergli le favole, ma quando Sam minaccia Bugs di buttarlo in una pentola d'olio bollente il coniglio accetta di leggere le favole ad Abadaba.
Bugs cerca di fuggire su un tappeto volante dal palazzo, ma Sam lo cattura. Nel frattempo, Daffy si imbatte in una grotta e cerca di fuggire con il tesoro contenuto in essa, ma un genio lo insegue fuori dalla caverna. Daffy vaga per il deserto e vede presto il palazzo, sperando di vendere libri lì. Bugs riesce fortunatamente a fuggire cercando di mettere in guardia Daffy circa il palazzo, ma lui non lo sente. Daffy scopre la realtà a sue spese finendo spiumato, e i due se ne vanno.

## Produzione
Gran parte del resto del film consiste in storie messe in atto da cartoni animati classici. Alcuni di essi sono presenti in forma abbreviata. Nella sequenza di Solo per te io canto, il finale in cui l'operaio edile del 2056 trova Michigan J. Frog e se ne va con lui venne tagliato, facendo sembrare che la storia si concluda con l'operaio edile del 1955 che si sbarazza della rana e scappa. I cortometraggi inclusi nel film sono:
- Il papero imbalsamato (Cracked Quack) (una frase di Daffy viene cambiata)
- La cicogna distratta (Apes of Wrath) (una frase di Bugs viene cambiata)
- Il piumaggio è salvo (Wise Quackers) (solo l'inizio e con il finale ridisegnato)
- Chiuditi sesamo (Ali Baba Bunny) (il finale del corto appare in seguito con Bugs rimosso)
- Silvestro nel paese dei giganti (Tweety and the Beanstalk)
- La polvere magica (Bewitched Bunny)
- Tre gatti e Riccioli d'Oro (Goldimouse and the Three Cats) (le frasi del narratore sono lette da Bugs)
- Cappuccetto Rosso (Red Riding Hoodwinked)
- Il pifferaio di Guadalupe (The Pied Piper of Guadalupe) e Testardo come un toro (Mexican Boarders) (con l'inizio e la fine del primo e la trama centrale del secondo)
- Solo per te io canto (One Froggy Evening)
- Acqua preziosa (Aqua Duck) (capovolto e mostrato solo fino al punto in cui Daffy si rende conto che la pozza d'acqua è un miraggio)

Questo fu il primo film di montaggio dei Looney Tunes ad usare una storia completamente originale e a trattare i cortometraggi animati inclusi come parte della storia, invece di farli presentare dai personaggi.
Il punto di trama principale, che imposta Bugs e Daffy come Shahrazād, è di per sé simile al cortometraggio del 1959 Notti conigliarabe (Hare-Abian Nights), che di per sé utilizzava considerevole materiale d'archivio e inoltre vedeva Yosemite Sam come il sultano. Un altro aspetto interessante di questo film è che molti doppiatori che non erano stati accreditati nei cortometraggi originali sono indicati come "additional classic voices". Per la prima volta, oltre 20 anni dopo la sua morte, Arthur Q. Bryan riceve credito su una produzione Warner Bros., anche se non come voce di Taddeo.
Il film segna la prima volta che un film compilation di cartoni animati Warner usò cortometraggi classici di più di un regista. Solo per te io canto, La polvere magica e Chiuditi sesamo vennero diretti da Chuck Jones, Acqua preziosa venne diretto da Robert McKimson, mentre tutti gli altri cortometraggi classici inclusi furono diretti da Friz Freleng. Fu anche il primo film compilation a venire prodotto dalla Warner Bros. Animation.

## Distribuzione

### Data di uscita
Le date di uscita internazionali sono state:
- 19 novembre 1982 negli Stati Uniti
- 25 agosto 1983 in Australia

### Edizione italiana
Il film uscì in Italia direttamente in VHS. Il doppiaggio venne effettuato dalla Effe Elle Due.

#### DVD
Nel 2006 il film uscì in DVD restaurato e digitalmente rimasterizzato.